# Max Phipps
Maxwell John Phipps (18 de noviembre de 1939 – 6 de agosto de 2000) fue un actor australiano, con una extensa carrera que inició en la década de 1960.

## Vida y carrera
Phipps nació en Dubbo y fue criado en Parkes. Inició su carrera como actor en Sídney a los 21 años, principalmente en teatro, figurando en producciones como Buffalo Skinner, Long Day's Journey into Night, Fortune and Men's Eyes, The Removalists, Rooted, What If You Died Tomorrow? y The Rocky Horror Show.
También realizó una notable carrera en el cine y la televisión, de la que se destacan los papeles de Bernie Dump en The Miraculous Mellops, Toadie en Mad Max 2 (1981), Gough Whitlam en la miniserie The Dismissal (1983), Frank Packer en True Believers (1988) y Terry Lewis en Police State (1989).

### Fallecimiento
El actor falleció de cáncer en Sídney en agosto de 2000. Nunca se casó.

## Filmografía parcial
- You Can't See 'round Corners (1969) - Keith Grayson
- The Cars That Ate Paris (1974) - Mulray
- Temperament Unsuited (1979) - Supervisor
- Thirst (1979) - Sr. Hodge
- Stir (1980) - Norton
- Nightmares (1980) - George D'alberg
- Mad Max 2 (1981) - Toadie
- Dead Easy (1982) - Francis
- The Return of Captain Invincible (1983) - Almirante
- Nate and Hayes (1983) - Ben Pease
- Emoh Ruo (1985) - Sam Tregado
- Sky Pirates (1986) - Salvaje
- Dark Age (1987) - John Besser
- What the Moon Saw (1990) - Sr. Zachary